# Saskia Vogel
Saskia Maria Desiree Vogel, född 17 september 1981 i Los Angeles, är en amerikansk författare och översättare.

## Biografi
Vogel är född och uppvuxen i Los Angeles i USA. Hon har en master i Comparative Literature  från University College London och en master i Professional Writing från University of Southern California. Utöver det har hon också avlagt en kandidatexamen i engelsk litteratur och filmvetenskap vid Brunel University.
Sedan 2013 arbetar Vogel som översättare från svenska till engelska. Hon har översatt bland annat Katrine Marçal, Karolina Ramqvist, Rut Hillarp och Lina Wolff.
Hon översätter skönlitteratur, men har även översatt åt Moderna Museet och Svenskt Tenn. Hennes texter finns publicerade i bland annat Guernica, Offing, Paris Review Daily, LitHub och Two Lines.
2019 debuterade hon som romanförfattare med boken Älskarna (originaltitel: Permission). Boken publicerades på tre språk utöver engelska: spanska, italienska och svenska,
Hon har arbetat som global publicist för det litterära magasinet Granta och varit redaktör för AVN Media Network. 2024 blev hon redaktör på relanserade tidskriften Erotic Review.
Vogel har bott och arbetat i Göteborg, Los Angeles, London samt Amsterdam och är numera bosatt i Berlin.

### Översättningar
- 2014 - Naumann, Cilla; Vogel Saskia (2014) (på engelska). The lesson. Readux books ; No. 7 : Series 2 (1. Engl. transl.). Berlin: Readux. Libris 17213354. ISBN 9783944801100
- 2015 - Bärtås, Magnus; Ekman Fredrik, Vogel Saskia (2015) (på engelska). All monsters must die: an excursion to North Korea. Toronto: Anansi International. Libris 8m6gwl306vr228zk. ISBN 9781770898806
- 2015 - Marçal, Katrine; Vogel Saskia (2015) (på engelska). Who cooked Adam Smith's dinner?: how we fell for a false economy and why it's time to move on. Brunswick, Vic.: Scribe Publications. Libris 17858419. ISBN 9781925106527
- 2015 - Nesser, Håkan; Vogel Saskia (2015) (på engelska). A summer with Kim Novak. Breda: World Editions. Libris 18703676. ISBN 9789462380257
- 2017 - Asaad, Arkan; Vogel Saskia (2017) (på engelska). Starless nights: a story of love, betrayal and the right to choose your own life (lättläst, CD + bok). Lättläst bearbetning. Vilja förlag. Libris 21614672. ISBN 9789177234043
- 2017 - Molander, Per; Vogel Saskia (2017) (på engelska). The anatomy of inequality: its social and economic origins - and solutions (First Melville House paperback printing). Brooklyn: Melville House. Libris mxxv4jkdkrh1xtgw. ISBN 9781612196237
- 2017 - Ramqvist, Karolina; Vogel Saskia (2017) (på engelska). The white city (First Grove Atlantic paperback edition. First edition.). New York: Black Cat. Libris 22245645. ISBN 9780802125958
- 2018 - Andersson, Lena; Vogel Saskia (2018) (på engelska). Acts of infidelity Lena Andersson ; translated from the Swedish by Saskia Vogel. London: Picador. Libris 22449502. ISBN 9781509841127
- 2019 - Anyuru, Johannes; Vogel Saskia (2019) (på engelska). They will drown in their mothers' tears. San Francisco, CA: Two Lines Press. Libris jtsdcb11g06m41td. ISBN 9781931883894
- 2019 - Wolff, Lina; Vogel Saskia (2019) (på engelska). The polyglot lovers. High Wycombe: And Other Stories. Libris q1s7wb34nmp5wb57. ISBN 9781911508441
- 2019 - Andersson, Lena; Vogel Saskia (2019) (på engelska). Acts of Infidelity. Pan Books Ltd. Libris 1d13dc7sztthf2h4. ISBN 9781509841134
- 2020 - Schiefauer, Jessica; Vogel Saskia (2020) (på engelska). Girls lost (First edition). Dallas, Texas: Deep Vellum Publishing. Libris x9v4wq5nv4hsb6r6. ISBN 9781941920954
- 2020 - Åsbrink, Elisabeth; Vogel Saskia (2020) (på engelska). And in the Vienna Woods the trees remain: the heartbreaking true story of a family torn apart by war. New York: Other Press. Libris p1vh4jh8m2c2zbxg. ISBN 9781590519172
- 2020 - Our House Is on Fire av Greta Thunberg, Malena Ernman mfl (översatt tillsammans med Paul Norlen)[10]
- 2020 - Many People Die Like You av Lina Wolff[11]
- 2020 - The Black Curve av Rut Hillarp[12]

## Utmärkelser
- 2017 - PEN Translates award[13]
- Nominerad till Pushcart Prize[8]
- 2018 - nominerad till Petrona award[14]